# Núcleo Primitivo de Lagos

Porta de São Gonçalo, nas muralhas do Castelo de Lagos.

O Núcleo Primitivo de Lagos, também conhecido como Vila-a-Dentro, é uma zona histórica da cidade de Lagos, no Distrito de Faro, em Portugal.

## Caracterização
Apresentando uma área de forma aproximadamente quadrangular, totalmente no interior da Freguesia de Santa Maria, era limitada completamente por um antigo círculo amuralhado, da qual restam alguns vestígios, junto ao Castelo dos Governadores, e da Porta da Vila, próxima da antiga Igreja de Santa Maria da Graça; a muralha seguia deste ponto até junto do cruzamento entre a Travessa do Cotovelo e a Rua de São Gonçalo de Lagos, de aonde virava para Sul, em linha quase recta, até ao Castelo dos Governadores, nas traseiras da Igreja Matriz de Santa Maria de Lagos. Além das Portas de São Gonçalo e da Vila, a muralha também possuía entradas junto às Igrejas de Santo António e Santa Maria, além de uma porta na vertente Oeste, que ligava com o Beco de Santa Bárbara.